# ウエルネス
ウエルネス (Wellness) とは、世界保健機関 (WHO) が国際的に提示した、「健康」の定義をより踏み込んで、そして広範囲な視点から見た健康観を意味する。1961年に、アメリカの医学者、ハルバート・ダンによって提唱され、ウエルネスの用語が作られた。より平易な言葉で言うならば、生活科学として、運動を適宜日常生活に取り入れながら、健康的に日々の暮らしを送ろうと言う主旨で提唱された概念である。
また、日本ウエルネス協会では、 ひとづくり、まちづくり、ものづくり、ネットワークづくり、ふれあいづくりを目指して地域連携事業を総合的に行っている。公益財団法人健康・体力づくり事業財団を経由した、厚生労働省の補助事業である。NPO法人・ジャパンウエルネスは、がん患者との関りを中心に活動を行っている。
2004年に設立された日本ウエルネス学会では、ウエルネスに関心をもつ研究者や実践者が集まり、ウエルネスに関する様々な問題を学際的に研究し、研究成果の普及と実践を目的として、学会誌の発行と学会大会の開催を中心にした活動を行っている。
国立大学法人琉球大学では、学内共同利用施設にウェルネス研究分野を開設している（2018年度より国際地域創造学部ウェルネス研究分野）。リゾートホテルや健康関連企業、自治体とウェルネス、ウェルネスツーリズム開発の共同研究、受託研究、寄附講義など産官学連携プロジェクトとして多数実施している。

## 近年のウェルネスの定義
医学者や健康、体力づくりの分野からのウェルネス研究や普及活動が主だったのに対し、ここ数年ではSPA（スパ）産業などの美容業界、飲食業界、観光業界をはじめあらゆる産業分野からの注目が高まってきている。
近年のウェルネスの定義には2015年にグローバルウェルネスインスティチュート
（Global wellness Institute：GWI）が提唱する「身体的、精神的、そして社会的に健康で安心な状態」がある。
日本では琉球大学の荒川雅志教授が「身体の健康、精神の健康、環境の健康、社会的健康を基盤にして輝く人生（QOL）をデザインしていく、自己実現」として、
健康は基盤でありウェルネスは生き方という新しいウェルネスの定義を提唱している。

## ウェルネスとヘルス（健康）の違い
ウェルネスとは、「元気」や「爽快」を意味する英語「well」から成り、「病気」を意味する「illness」と対照的な言葉である。それでは病気ではない状態をウェルネスかといえば、ヘルス（健康）と表現してきたのが一般的である。ウェルネスとは、病気ではない状態であるヘルス（健康）を「基盤」として、その基盤をもとに豊かな人生、輝く人生を実現することが「ゴール」である。何かに没頭している、熱中している、生き甲斐を見つけているなど、目指す過程も活き活きと輝いていればウェルネスであることが新しいウェルネス観として提唱されている。

## ウェルネス産業市場規模
ウェルネス産業はヘルスケア市場を包含し、2015年時点で3兆7,200億ドル（≒372兆円）と極めて巨大となっている。ウェルネスという概念で考えると、健康・医療はもちろんのこと、衣・食・住といったライフスタイル産業、文化的活動、ウェルネスと環境など、あらゆる分野から参入可能なテーマとなる。ツーリズム業界でも、世界中の名だたるホテルチェーンがウェルネスを魅力的なキーワードとして新しいビジネスチャンスと捉え、ウェルネスを前面に打ち出したメニュー開発、サービスを提供しはじめている。